# Python anchietae
Python anchietae är en ormart som beskrevs av Bocage 1887. Python anchietae ingår i släktet Python, och familjen Pythonidae. IUCN kategoriserar arten globalt som livskraftig. Inga underarter finns listade.
Artepitet i det vetenskapliga namnet hedrar den portugisiska naturforskaren José Alberto de Oliveira Anchieta.
Kännetecknande är en kraftig kropp med små fjäll som har en köl på toppen. Kroppslängden ligger vid 100 till 120cm. Arten har en ljus rödbrun grundfärg och många vita fläckar och strimmor som har en svart kant.
Födan utgörs av små fåglar och små gnagare. Honan lägger 5 till 6 ägg per tillfälle.

## Utbredning och habitat
Python anchietae återfinns i södra Angola och Namibia på 750-1600 m.ö.h. Den föredrar att vistas i klippformationer i bergsområden eller på buskig slätt. De tar skydd i grottor och under överhäng.

## Bildgalleri

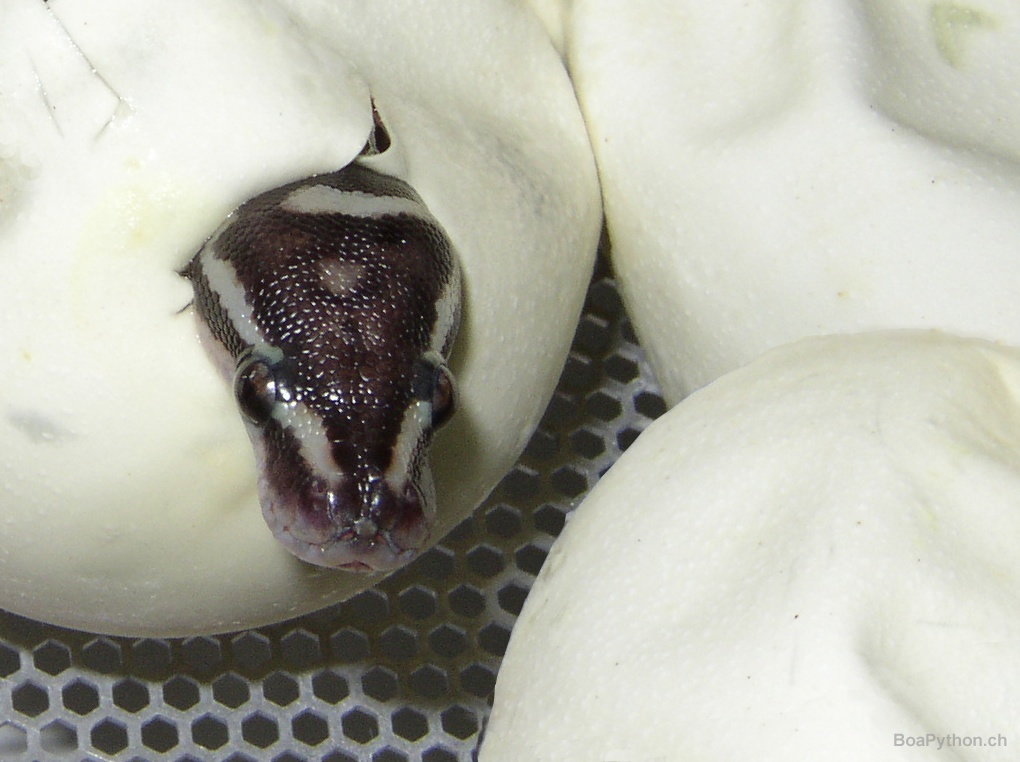
Nykläckt Python anchietae.
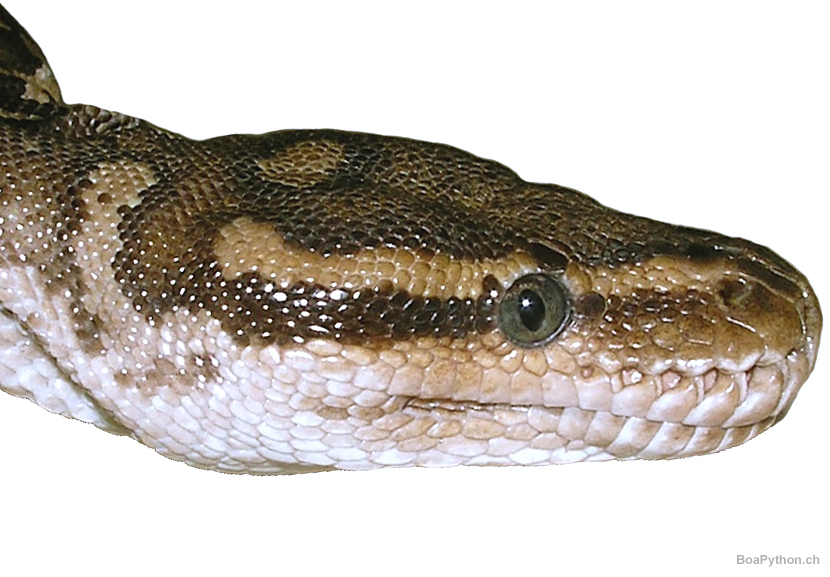
Lateral vy av huvudet.